# 天池穴
天池穴，屬手厥陰心包經中的一個穴道，位置在腋下三寸，乳後一寸窩。本穴可以重塑胸部、改善乳房的鬆馳、外擴現象，亦可有效紓緩氣喘、胸痛、胸悶、心煩、腋下腫痛……等症狀；長期按壓此穴位能調理目視不明、咳嗽、乳房炎……等病症。近來針灸的實驗中，亦有對其他動物如兔的天池穴下針，觀察其對於動物血液循環、腎臟等的影響。